# پیجینیو
پیجینیو (انگلیسی: Pejiño؛ زادهٔ ۲۹ ژوئیهٔ ۱۹۹۶) بازیکن فوتبال اهل اسپانیا است.
از باشگاه‌هایی که در آن بازی کرده‌است می‌توان به باشگاه فوتبال سویا اشاره کرد.